# Вольферц, Валериан Юльевич
Валериа́н Ю́льевич Во́льферц (1874—1946) ― советский ветеринарно-санитарный эксперт, доктор ветеринарных наук, профессор.

## Биография
Родился в Чистополе Казанской губернии, по разным сведениям: 23 августа (4 сентября) 1874 года или 27 сентября (9 октября) 1874 года. Его отец, Юлий Данилович Вольферц (1826—?), был иностранцем лютеранского вероисповедания, российское подданство принял только 13 ноября 1886 года; окончил Казанский университет и работал городским врачом Чистополе, в 1870 году имел чин коллежского советника, был кавалером орденов Св. Анны 3-й степени, Св. Станислава 2-й степени и Св. Владимира 4-й степени; 19 сентября 1862 года в церкви села Змиево Городище Чистопольского уезда венчался с дочерью титулярного советника Софьей Николаевной Варламовой. У них было три сына: Александр (16.02.1867—?), Валериан и Виктор (19.09.1876—?). Род был внесён в 3-ю часть дворянской родословной книги Казанской губернии по определению Казанского дворянского депутатского собрания от 16 августа 1889 года (утверждён указом Герольдии от 22.12.1889).
В 1897 году окончил Казанский ветеринарный институт. После этого работал земским ветеринарным врачом. 
В 1900 году он возглавил в качестве директора городскую скотобойню в Самаре.
В ноябре 1920 года, при его активном участии, создана кафедра мясоведения в Сибирском ветеринарно-зоотехническом институте в Омске, где он стал первым заведующим кафедрой  ветеринарно-санитарной экспертизы. Входил в течение первых двух лет в состав правления института. 
В 1922 году возглавил ветеринарно-санитарную экспертизу в Петрограде. В 1927 году стал заведующим кафедрой мясоведения Витебского ветеринарного института. Здесь в 1930 году он написал и издал руководство «Краткое руководство по мясоведению (осмотру мяса) и патологической анатомии (вскрытие трупов павших животных)». Вольферц разработал схему ветеринарного осмотра животных перед убоем и послеубойного осмотра туш; усовершенствовал метод трихинеллоскопии свинины и лабораторного исследования мяса; внёс ряд улучшений в работах скотобоен, например,  им был предложен полый нож для сбора пищевой крови при убое скота, щётка-душ для влажного туалета туш, метод предубойной выдержки животных, метод фасовки мяса для торговли в магазинах. 
В 1931 году переехал в Москву, где до 1940 года работал во Всесоюзном научно-исследовательском институте мясной промышленности. В 1934 году был назначен заведующим кафедрой (профессором) ветеринарно-санитарной экспертизы мяса и мясных продуктов Московского зооветеринарного института и проработал в нём до конца своей жизни. В 1939 году без защиты диссертации был утверждён в учёной степени доктора ветеринарных наук.
В 1944 году был награждён орденом «Знак Почёта».
Умер 26 февраля 1946 года в Москве.